# Nicholas True, Baron True

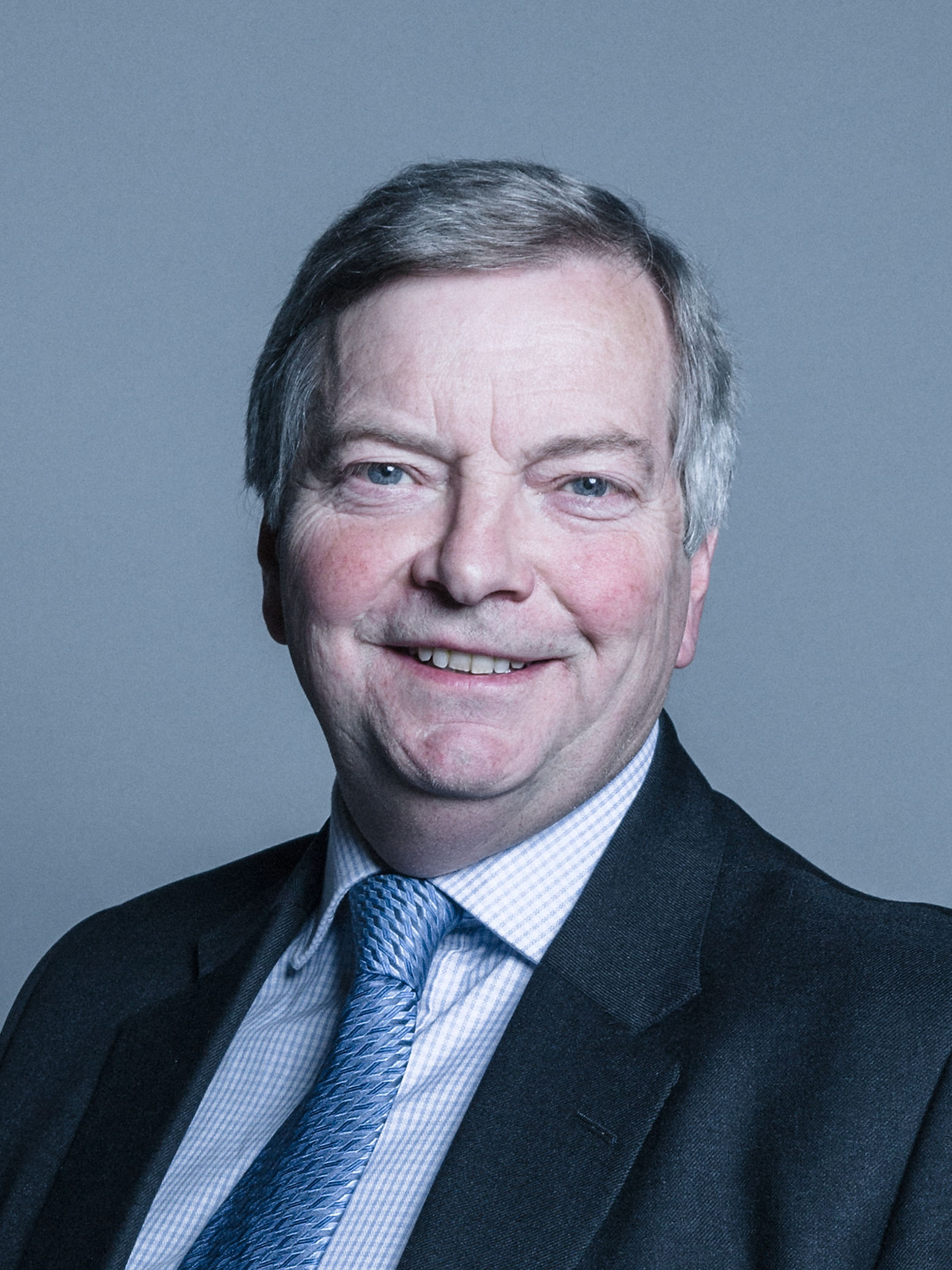
Nicholas True, Baron True

Nicholas Edward True, Baron True CBE (* 31. Juli 1951) ist ein britischer Politiker der Conservative Party, der seit 2011 als Life Peer Mitglied des House of Lords ist. Seit September 2022 bis 5. Juli 2024 war er Lordsiegelbewahrer und Leader of the House of Lords in den Kabinetten Truss und Sunak.

## Leben

### Studium und Parteifunktionär
Nach dem Besuch der Nottingham High School absolvierte True ein Studium am Peterhouse der University of Cambridge, das er 1973 mit einem Bachelor of Arts (B.A.) abschloss. Anschließend war er zwischen 1975 und 1982 in der Forschungsabteilung in der Parteizentrale der Conservative Party tätig und absolvierte daneben ein postgraduales Studium am Peterhouse, welches er 1978 mit einem Master of Arts (M.A.) beendete. Anschließend war er Assistent des stellvertretenden Vorsitzenden der konservativen Tories, ehe er zwischen 1982 und 1986 Sonderberater des damaligen Ministers für soziale Sicherheit, Norman Fowler war.
1986 übernahm True das Amt des Direktors der politischen Arbeitsgruppe in der Zentrale der Conservative Party. Danach war er von 1991 bis 1995 stellvertretender Leiter der politischen Arbeitsgruppe von Premierminister John Major sowie von 1995 bis zur Niederlage der Tories bei den Unterhauswahlen am 1. Mai 1997 Sonderberater und Redenschreiber von Premierminister Major. Für seine langjährigen Verdienste wurde er 1993 Commander des Order of the British Empire.

### Kommunalpolitiker und Oberhausmitglied
Neben seiner beruflichen Tätigkeit in der Conservative Party begann er Mitte der 1980er Jahre seine politische Laufbahn in der Kommunalpolitik und war zwischen 1986 und 1990 erstmals Mitglied des Rates des London Borough of Richmond upon Thames.
1997 wurde er Privatsekretär des damaligen Führers der konservativen Oppositionsfraktion (Leader of the Opposition) im House of Lords, Robert Gascoyne-Cecil, 7. Marquess of Salisbury. Diese Funktion bekleidete er bis 2010 und war somit auch Mitarbeiter des Nachfolgers des Marquess of Salisbury, Thomas Galbraith, 2. Baron Strathclyde, der zwischen Dezember 1998 und Mai 2010 Oppositionsführer im Oberhaus war.
Seit 1998 ist True wieder Mitglied des Rates des London Borough of Richmond upon Thames und war dort zwischen 2002 und 2006 zunächst stellvertretender Oppositionsführer und dann bis 2010 Oppositionsführer. Seit 2010 ist er Vorsitzender des Rates des London Borough of Richmond upon Thames.
Am 23. Dezember 2010 wurde er als Life Peer mit dem Titel Baron True, of East Sheen in the County of Surrey, in den Adelsstand erhoben und ist seither Mitglied des House of Lords.

### Regierungsämter
Im Februar 2020 wurde True zum Staatsminister im Cabinet Office ernannt.
Bei ihrem Amtsantritt im September 2022 berief ihn die Premierministerin Liz Truss in ihr Kabinett und ernannte ihn zum Leader of the House of Lords. Damit verbunden ist das Amt des Lordsiegelbewahrers, einer der Great Officers of State. Er behielt diese Ämter auch unter der Nachfolgeregierung Sunak.
Am 13. September 2022 legt er den Amtseid als Mitglied des Privy Council ab.